# Mattru Jong
Mattru Jong, communément appelé Mattru (parfois orthographié Matru), est la capitale du district de Bonthe dans la province du Sud de la Sierra Leone. Mattru Jong est situé sur la partie continentale du district de Bonthe, le long de la rivière Jong, à 52 miles au sud-ouest de Bo. La ville est le siège de la chefferie Mongerewa Jong et est le domicile du chef suprême de Mongerewa Jong, Alie Badara Sheriff III. La population actuelle estimée de la ville est d’environ 20 000 personnes. En 2010, elle était de 8 199, et lors du recensement de 2004, la ville comptait 7 647 habitants.
Les principales industries de Mattru Jong sont la pêche, la culture du riz, la culture du manioc et la production d’huile de palme. La ville est principalement habitée par les peuples autochtones Sherbro et Mende. La ville possède plusieurs écoles secondaires, un hôpital majeur et un poste de police, géré par la police de la Sierra Leone.

## Personnalités liées
- John Goba (sculpteur)

## Source
- (en) Cet article est partiellement ou en totalité issu de l’article de Wikipédia en anglais intitulé « Mattru Jong » (voir la liste des auteurs).